# Bognanco
Bognanco – miejscowość i gmina we Włoszech, w regionie Piemont, w prowincji Cusio Ossola, w dolinie Val Bognanco w Alpach Pennińskich.
Położona w alpejskiej dolinie około 120 kilometrów na północny wschód od Turynu, bezpośrednio na zachód od Domodossoli i na granicy ze Szwajcarią.
Według danych na rok 2004 gminę zamieszkiwało 319 osób, 5,5 os./km².